# Opéraïsme
L'opéraïsme (dit parfois « ouvriérisme ») est un courant marxiste italien dissident, apparu en 1961 autour de la revue Quaderni Rossi fondée en 1961 par le socialiste dissident Raniero Panzieri. Le terme s'est formé à partir du mot italien operaio (ouvrier).
Les principaux théoriciens de ce courant sont Mario Tronti, Alberto Asor Rosa, Romano Alquati et Toni Negri, qui fondent ensemble en 1964 la revue Classe Operaia (« Classe ouvrière »).
Les principales organisations à se réclamer de l'opéraïsme sont Potere Operaio, Lotta Continua, Avanguardia Operaia et Autonomia Operaia.

## Histoire

### Genèse
Ce mouvement politique et intellectuel est lié aux particularités du contexte italien dans les années 1960. Au cours des années 1960, dans les usines des grandes villes industrielles du Nord, un décalage s'opère peu à peu entre les revendications de certains ouvriers et la pratique des syndicats. Ce décalage aboutit, dans plusieurs usines, à une rupture, surtout à partir de 1968, et à l'émergence de collectifs autonomes, comme les Comités Unitaires de Base (CUB). Les conflits sociaux se radicalisent encore et sont marqués, par exemple, aux événements de l’« automne chaud » de 1969, qui voit se dérouler de nombreuses grèves ouvrières « sauvages », c'est-à-dire hors du contrôle des partis et des syndicats.
Des intellectuels tentent à cette époque de renouveler la pensée marxiste pour réfléchir sur les luttes ouvrières. L’opéraïsme se forge d’abord autour d’une revue : les Quaderni Rossi ("Cahiers rouges"). La revue rassemble essentiellement des intellectuels. Certains sont membres du PCI, d’autres comme Toni Negri sont membres de l’aile gauche du Parti Socialiste Italien (PSI).

#### L'«enquête ouvrière »
L'opéraïsme se développe d'abord à partir d'une méthode : l'« enquête ouvrière » (la « sociologie militante ») conduite aux portes des usines au tout début des années 1960. À partir de là, les jeunes intellectuels regroupés autour des revues Quaderni Rossi et Classe Operaia, essaient d'opérer une critique du socialisme et de repérer une nouvelle figure, l'« ouvrier-masse », fort éloignée du mouvement syndical traditionnel, enclin à la révolte et, plus tard, au rejet de la valeur travail.
En janvier 1964, Mario Tronti publie un texte qui marque un tournant théorique majeur : « Lénine en Angleterre ». Mario Tronti y développe une nouvelle conception du marxisme qui inverse le rapport entre luttes ouvrières et développement des moyens de production. Pour Tronti, ce n’est pas le développement des moyens de production qui détermine les luttes ouvrières, mais au contraire les luttes ouvrières qui constituent le moteur du développement capitaliste).

#### DesQuaderni RossiàClasse Operaia
La même année, Mario Tronti et Toni Negri rompent avec les Quaderni Rossi pour créer une nouvelle revue, Classe Operaia, qui prône l’intervention dans les luttes ouvrières et paraît jusqu’en 1967. Pour les opéraïstes, le socialisme n’est qu’une nouvelle forme du développement capitaliste : les luttes ouvrières doivent s’orienter au contraire dans la constitution du pouvoir ouvrier, considéré comme construction immédiate du communisme.

### Du réseau aux organisations

#### La voie de l'entrisme au PCI
L’opéraïsme, jusqu'à 1969, est un laboratoire collectif, une sorte de réseau informel formé d’intellectuels, de syndicalistes et d’étudiants. Au cours des années de la publication de Classe Operaia, il n'est pas question de fonder un parti ou une organisation. Le réseau articule en fait divers groupes locaux qui travaillent sur la question ouvrière en divers lieux du pays. Au cours d’une réunion tenue à Florence vers la fin 1966, Tronti, Asor Rosa et Negri lui-même se posent la question de l’urgence d’un virage politique. Le thème central est la relation classe-parti : la classe incarne la stratégie et le parti la tactique. Ils en arrivent à la conclusion qu'il est temps de passer à l’entrisme dans les syndicats, et surtout dans le PCI. Leur idée est de former une direction opéraïste dans le PCI et de l'influencer.
Ainsi Tronti, Alberto Asor Rosa et Massimo Cacciari réintégrent le PCI, où ils sont accueillis comme des repentis. Le PCI ne se laisse en effet guère plus influencer par les opéraïstes que par d'autres groupes dissidents. On peut noter qu'à la même époque, le groupe du Manifesto (Aldo Natoli, Rossana Rossanda, Luigi Pintor, Magri) est expulsé du Parti.

#### Les fractions libertaires
Une minorité libertaire, emmenée par Gianfranco Faina, Ricardo d’Este et d’autres militants de Gênes et de Turin, n’accepte pas le choix de l’entrisme. Ils restent fidèles à la conception opéraïste originelle, suivant laquelle les forces subversives doivent se regrouper hors de la logique des partis et des syndicats officiels. Ils trouvèrent une source d’inspiration dans le communisme des conseils, chez les anarchistes espagnols et chez Amadeo Bordiga. Les années suivantes, ils partagèrent les positions libertaires du groupe Socialisme ou barbarie et de l’Internationale situationniste, et rompirent définitivement avec toute prétention à « diriger » le mouvement. Une autre tendance, dirigée par Sergio Bologna, essaya de s’en tenir à l’opéraïsme originel, en revenant à son travail d'enquête au sein de la Fiat et de quelques usines de Lombardie.

### Les nouvelles organisations:Potere OperaioetLotta continua
En 1969, on assiste à la multiplication de groupes et de groupuscules d’extrême gauche qui se proposent tous de reproduire en Italie la stratégie bolchevique – dans ses différentes versions : léniniste, trotskiste, stalinienne et maoïste –, par la création d’un parti pur et dur visant à la prise du pouvoir. L’influence des thèses opéraïstes sur les jeunes militants de gauche entraîne l'unification de plusieurs groupes, dont la fusion en 1967 donne naissance à l'organisation Potere Operaio, qui rassemble alors un millier de militants.
Potere Operaio est fondé pendant l’été 1967, dans le contexte d’une crise du mouvement étudiant. Cette crise, suivant ses fondateurs qui s'expriment d'un point de vue marxiste-léniniste, tient au fait que les révoltes étudiantes ne peuvent avoir de sens que subordonnées à une « hégémonie ouvrière ». Il s'agit donc, dans cette optique, de construire une direction politique pour les canaliser en ce sens. Toni Negri, le principal leader du nouveau mouvement, veut alors édifier un parti centralisé, « compartimenté » et vertical. Le nouveau mouvement accorde une certaine importance à l’élaboration théorique tournant autour d’une interprétation extrémiste de l’opéraïsme des origines. La subjectivité ne réside plus dans la classe, mais dans l’avant-garde communiste, c’est-à-dire dans l'organisation elle-même. Il convient donc de centraliser et de radicaliser les « antagonismes spontanés », pour les transformer en action insurrectionnelle contre l’État.
En septembre 1969, naît une autre organisation opéraïste, rivale de Potere Operaio : Lotta Continua. Contrairement à Potere Operaio, Lotta Continua est peu portée sur la théorie et privilégie avant tout l'activisme.

### 1973: l'Autonomia Operaia
Les 3 et 4 mars 1973, vingt-huit collectifs ouvriers autonomes se réunissent à Bologne en coordination nationale. L'idée la plus discutée est la constitution de l’autonomie ouvrière en force politique. Ce débat provoque une crise à l’intérieur de Potere Operaio : les militants de Potere Operaio se divisent sur la question de la lutte armée. Toni Negri veut dissoudre Potere Operaio dans les assemblées autonomes et attribuer la fonction militaire aux Brigades rouges. Au mois de mai, les partisans de la ligne de Toni Negri sont exclus de Potere Operaio au congrès de Rosolina. Regroupés autour du journal Rosso, ils vont désormais s’organiser au sein des « Collectifs Politiques Ouvriers » du nord de l’Italie, alors que Potere Operaio s'auto-dissout.
C'est dans ce contexte que se crée l'Autonomie ouvrière (Autonomia Operaia). Contrairement à Potere Operaio et Lotta continua, l'Autonomia n'est pas une organisation centralisée, ni même vraiment structurée. Il s'agit plutôt d'un ensemble de réseaux et d'alliances de coordinations spécifiques. L'autonomie représente en fait une évolution de l'opéraïsme. Elle rejette d'abord toute forme de représentations de la classe, donc des organisations syndicales, ainsi que des formes classiques de mobilisation, au profit de l'action directe et sans médiation de la classe ouvrière. Toni Negri insiste sur le refus du travail et l'attention aux franges marginales et précaires de la classe ouvrière, qu'il appelle l'« ouvrier social ». Mais, plus qu'une doctrine, l'autonomie se caractérise par un mode d'organisation - des groupes autonomes fonctionnant en démocratie directe - et surtout des formes d'action privilégiant le spontanéisme et l'illégalité pour l'appropriation directe des biens, qualifiée de « salaire social » : squats, sabotages, « antifascisme militant », « auto-réduction » des services publics, « marchés politiques » (c'est-à-dire des vols de masse dans les supermarchés), voir « expropriations prolétariennes ». En 1975, le journal Rosso titre : « L'illégalité des luttes est source de droit pour le communisme ici et maintenant ».
Le courant représenté par Potere Operaio se décompose, tandis que la nouvelle Autonomia operaia, menée par Toni Negri, qui s'exprime désormais dans la revue Rosso, joue un rôle grandissant. Paradoxalement, l'« autonomie ouvrière » s'éloigne progressivement des revendications purement ouvrières, et insiste de plus en plus sur les vertus de la rébellion sous l'influence de la théorie de l'« ouvrier social » de Toni Negri. D'une certaine manière, cette évolution annonce déjà ce que sera le mouvement autonome italien de 1977 et le courant de l'« autonomie du désir ».

### Littérature
L'écrivain Nanni Balestrini (1935-2019), membre fondateur de Potere operaio, va jouer le rôle de chantre littéraire de l'opéraïsme. Il publie en 1971 le roman Vogliamo tutto (Nous voulons tout) qui va faire connaître les thèses opéraïstes à un large public. Le roman raconte, sous la forme d'un monologue-fleuve, le parcours d'un jeune operaio-massa (« ouvrier-masse », concept de base  et « sujet révolutionnaire » de l'opéraïsme) venu d'un village méridional pour travailler à l'usine de FIAT à Turin, où il va se politiser au cours des grèves géantes.

## Thèses

### La centralité de la classe ouvrière
L'opéraïsme repose sur l'idée que la classe ouvrière est le moteur du développement capitaliste. Le dit « socialisme réel » est considéré comme une nouvelle forme de capitalisme. Les opéraïstes prônent le refus du travail, donc de leur identité en tant que travailleurs, et – dans un typique processus d'Aufhebung hégelienne – considèrent cette autodestruction comme objectivement nécessaire pour lutter contre le capitalisme et produire le communisme.
Pour le mouvement opéraïste, la lutte prime l’analyse du capitalisme. La crise du capitalisme ne peut provenir que d’un renversement du rapport de force.  Une des innovations de l'opéraïsme est aussi l'interprétation du capital comme pouvoir social et non plus seulement comme propriété privée des moyens de production. Intervenant directement dans la production, l’État n’était plus seulement le garant, mais l’organisateur de l’exploitation.
Contrairement à la gauche officielle de l'époque qui insiste sur la notion de développement, les opéraïstes affirment que la technique et le pouvoir sont liés. Pour eux, l’incorporation de la science dans le processus productif est un moment-clé du « despotisme capitaliste », et de l’organisation de l’État. Il y a là une inversion du marxisme orthodoxe et une critique des idéologies sociologiques. Ainsi, pour eux, la théorie des organisations relève des « techniques destinées à neutraliser les luttes ouvrières ». Ils rejettent la conception communiste classique de l’« intellectuel organique », car, selon eux, cet intellectuel est beaucoup moins l’expression organique de la classe ouvrière que du seul parti.
Un autre aspect de l'opéraïsme qui s'écarte du communisme classique est l’élaboration du concept de « composition de classe ». De même que, chez Marx, la composition organique du capital exprime une synthèse entre composition technique et valeur, pour les opéraïstes, la composition de classe met l’accent sur le lien entre traits techniques « objectifs » et traits politiques « subjectifs ». La synthèse des deux aspects déterminerait le potentiel subversif des luttes, et cela permettrait de découper l’histoire en périodes, chacune d’entre elles étant caractérisée par la présence d’une figure « dynamique ». Chaque fois, le capital répond à une certaine composition de classe par une restructuration à laquelle succède une recomposition politique de la classe, autrement dit le surgissement d’une nouvelle figure « dynamique ».

### Un nouveau sujet révolutionnaire: l'operaio-massa
Pour les mouvements opéraïstes, l'« immigration intérieure » (des jeunes ouvriers du sud de l'Italie vers les centres industriels du nord) représentait un nouveau type d'« ouvrier révolutionnaire », l'operaio-massa précaire et non-qualifié. Ce type était d'autant plus intéressant pour eux qu'il n'était en général pas quadrillé par les organisations syndicales ni par le Parti communiste. Il était le nouveau sujet révolutionnaire.
Le théoricien opéraïste Romano Alquati définit l’émergence de l'ouvrier-masse comme la concrétisation de trois phénomènes parallèles : 1) le fordisme, c’est-à-dire la production de masse et la révolution du marché ; 2) le taylorisme, soit l’organisation scientifique du travail et la chaîne de montage ; 3) le keynésianisme, autrement dit les politiques capitalistes à grande portée de l’État-providence. L’ensemble de ces mesures exprimerait la « réponse du capital aux ouvriers qui avaient entrepris de prendre le ciel d’assaut au cours des années 1920-1930 ».

### L'autonomie comme stratégie
De la théorie du sujet révolutionnaire découle pour les mouvements opéraïstes la stratégie de l'autonomie ouvrière. Pour que la mobilisation révolutionnaire ait des chances d'aboutir, les partis (tout particulièrement le PCI) doivent être écartés. Les syndicats doivent être contournés et remplacés par les « comités d'ouvriers ».
L'autonomie constitue le préalable nécessaire au renversement du pouvoir capitaliste. Les négociations autonomes ne visent pas une solution plus favorable aux ouvriers au sein du système capitaliste, mais la destruction de celui-ci. La tactique consiste, dans un premier temps, à poser des exigences inacceptables par le pouvoir et, dans un deuxième temps, à saboter les machines et à refuser le travail. La combativité retrouvée dans la lutte doit permettre de réunir toute la classe ouvrière. La troisième étape du processus révolutionnaire doit être la guerre civile révolutionnaire conduisant au pouvoir ouvrier.

## Influence hors d'Italie

### France
En France, a existé une revue Matériaux pour l'intervention (1972-1973), animée notamment par Yann Moulier-Boutang. En 1974, le groupe des rédacteurs du périodique fonde une nouvelle revue, Camarades, également dirigée par Yann Moulier-Boutang. Le groupe réuni autour de Camarades rassemble plusieurs sensibilités: des militants d'ultragauche venus de la Gauche marxiste, des maoïstes spontanéistes issus de la Gauche prolétarienne, dont le réseau Vaincre et Vivre, et des militants inspirés par l'opéraïsme italien. La revue sera le creuset de l'autonomie en France. La revue disparaît en 1979.
Un « Collectif immigré » français, proche de Potere Operaio, a aussi existé au début des années 1970.

### Allemagne
Un groupe d'étudiants de l'université de Hambourg, en rébellion contre le SDS, crée le « Gruppe Trikont », pour marquer leur soutien à la « lutte tricontinentale contre l'impérialisme». Le groupe étudiant se transforme en 1970 en Proletarische Front. Le nouveau mouvement se divise rapidement entre différentes tendances (anarchistes, maoïstes, spontanéistes, etc.). La fraction la plus importante, au sein de laquelle milite notamment le futur historien Karl Heinz Roth, va chercher son inspiration chez l'opéraïsme italien et se lie avec Potere Operaio,.
Dans d'autres villes d'Allemagne, d'autres groupes marxistes s'éloignent aussi du léninisme (représenté surtout par le MLPD) et forment des «  groupes de projets d'entreprises». Prenant appui sur les expériences des organisations opéraïstes italiennes, ils cherchent à développer les « possibilités d'interventions pratiques et politiques dans les entreprises ». On compte, par exemple, les groupes Arbeiterkampf à Cologne, Revolutionärer Kampf à Francfort-sur-le-Main, Arbeitersache à Munich. Ces groupes se réunissent autour des Proletarische Front de Hambourg et de  Brême et fondent en 1972 une revue unitaire, Wir Wollen Alles (« Nous voulons tout », une référence explicite au slogan de Lotta Continua Vogliamo tutto),.
En 1975, l'équipe de Wir Wollen Alles transforme la revue en Autonomie – Materialien gegen die Fabrikgesellschaft (« Autonomie - Matériaux contre la société d'usine »), qui paraît, à un rythme irrégulier, jusqu'en 1985. Parmi les rédacteurs, on comptera le futur ministre Joschka Fischer.

### Suisse
En Suisse, l'opéraïsme s'introduit par le Tessin, dont beaucoup d'étudiants fréquentent les universités des grandes villes du Nord de l'Italie. Lors des années 1967-1969, naît de la contestation des lycéens et étudiants le Movimento giovanile progressista. Le MGP est un mouvement large, anti-autoritaire, qui reprend tous les thèmes de la gauche extra-parlementaire de l'époque (anti-militarisme, opposition à la guerre du Vietnam, contestation scolaire, etc.). Il parvient à rassembler jusqu'à 500 personnes lors de ses manifestations. La direction du MPG, emmenée par Gianluigi Galli, prend peu à peu une orientation de plus en plus radicale. En novembre 1968, le MGP rompt bruyamment ses liens avec le Parti communiste tessinois,.
En 1970, la contestation estudiantine s'essouffle et le MGP tente de se relancer sur le terrain des luttes dans les usines. Il se rapproche de Potere Operaio et de Lotta Continua, et lance une revue dont le nom évoque son orientation : Lotta di classe. Des délégations du MGP assistent aux congrès des organisations italiennes. Le MGP veut adapter à la Suisse les thèses opéraïstes. Comme pour les organisations italiennes le sujet révolutionnaire était l'ouvrier méridional venu travailler au Nord, pour le MGP le sujet révolutionnaire sera le travailleur immigré. Le MGP attaque donc les syndicats, la « paix du travail », et affirme que « seul le refus du travail a une valeur révolutionnaire ». Il développe un travail d'agitation dans les usines du canton et tente de mobiliser les travailleurs immigrés, ainsi que les frontaliers. Malgré quelques grèves, le bilan sera très faible.
En 1972, le MGP abandonne son nom définitivement pour prendre celui de Lotta di classe. Le mouvement tente de changer de stratégie en s'élargissant. Il peut profiter du large réseau des étudiants tessinois qui fréquentent les universités de toute la Suisse (le Tessin n'a pas d'université) pour s’implanter dans les villes industrielles de Suisse (Genève, Zurich, Lausanne, Bâle, etc). Le mensuel Lotta di classe paraît désormais en trois langues. L'édition en allemand, Klassenkampf, publiée à Zurich, tire à 15 000 exemplaires. Le siège zurichois de Lutte de classe acquiert le statut d'Office international de Potere Operaio, et se charge de coordonner sur un plan européen les mouvements opéraïstes.
Au fur et à mesure que les organisations italiennes glissent vers la lutte armée et la semi-clandestinité, les Suisses vont commencer à être de plus en plus instrumentalisés par celles-ci. En septembre 1971, le « commandant » de la branche militaire milanaise de Potere Operaio charge Gianluigi Galli de constituer un réseau de solidarité et une zone de refuge pour les militants italiens. L'organisation suisse se met donc à héberger les militants en fuite, à les cacher ou à les faire transiter vers d'autres pays. Fin 1972, le groupe monté par Galli commence à prendre une grande importance dans le soutien logistique aux organisations italiennes : il se met à les approvisionner en armes et en explosifs. Certaines armes sont achetées légalement, d'autres sont volées dans des dépôts de l'armée suisse. On organise même des exercices de tirs dans des vallées isolées.
À la fin de 1973, Lotta di classe s'auto-dissout lors de son dernier congrès. Les militants se déradicalisent rapidement. Ils cessent leurs activités illégales et se recentrent sur les actions légales de solidarité avec les détenus italiens d’extrême gauche. En 1976, Galli et un autre membre se présentent aux élections communales. En avril 1981, Galli et cinq autres anciens membres seront arrêtés et condamnés par la Cour d'assises criminelles de Lugano pour les vols d'armes et d'explosifs commis en 1972-1973,. 

## Postérité
En 1988, naît en Belgique le groupe de réflexion Mouvement communiste qui se réclame de l'expérience opéraïste. Il est en contact avec un groupe situé en Tchéquie Kolektivně proti kapitálu et édite désormais (depuis 2010)  des brochures sur l'actualité internationale en commun avec ce groupe (Chine, Égypte, Tunisie, Belgique, Inde…) [réf. souhaitée].

#### Roman
- Nanni Balestrini (trad. de l'italien par Pascale Budillon Puma, postface Ada Tosatti), Nous voulons tout [« Vogliamo tutto »] (roman), Genève, Entremonde, coll. « La Rupture » (no 3), 20 novembre 2012, 2e éd. (1re éd. 2009), 174 p. (ISBN 978-2-940426-24-9, ISSN 1662-3231, OCLC 835201536, SUDOC 167532448, présentation en ligne).